# Khatyrka (Meteorit)
Koordinaten: 62° 39′ 11,4″ N, 174° 30′ 1,5″ O
Khatyrka ist ein Steinmeteorit aus der Klasse der kohligen Chondrite vom Typ CV3. Er wurde im Juli 2011 im Autonomen Kreis der Tschuktschen im russischen Föderationskreis Ferner Osten gefunden. Der Fall des Meteoriten wurde nicht beobachtet.
Insgesamt konnten 10 Bruchstücke des Meteoriten gefunden werden, die alle weniger als einen Millimeter groß sind und deren Gesamtgewicht weniger als 0,1 g beträgt. Drei der Stücke werden zu repräsentativen Zwecken in der Smithsonian Institution aufbewahrt.

## Fundgeschichte
Die ersten drei Bruchstücke des Meteoriten wurden bereits während einer ersten Expedition 1979 am Fluss Chatyrka (englisch Khatyrka) gefunden. Es handelte sich dabei um einen Zufallsfund bei der Suche nach Platin. Über Händler und Schmuggler kamen diese Bruchstücke schließlich nach Florenz in Italien. Im Jahr 2010 wurde in ihnen das Mineral Ikosaedrit entdeckt. Die Besonderheit dieses Minerals liegt in seiner Kristallstruktur, die keiner Translationssymmetrie gehorcht, sondern Quasikristalle bildet. Diese ersten Meteoritenbruchstücke (Körner) werden in Sankt Petersburg in Russland und Florenz aufbewahrt.
Ein Team aus den russischen, US-amerikanischen und italienischen Wissenschaftlern P. J. Steinhardt, C. Andronicos, L. Bindi, V. V. Distler, M. Eddy, A. Kostin, V. Kryachko, G. J. MacPherson, W. M. Steinhardt, und M. Yudovskaya führte in der Zeit vom 20. Juli bis 7. August 2011 eine zweite Expedition im Gebiet der Tschuktschen durch, um gezielt weitere Proben des extrem seltenen Minerals zu finden. Insgesamt wurden dabei rund 1,5 Tonnen Tonminerale und anderes Material entlang des Flusses Listventovyi prospektiert. In den Schwermineralkonzentraten konnten sieben weitere Stücke eines Chondriten gefunden werden.

## Petrographie
Als kohliger Chondrit vom Typ CV3 besteht Khatyrka gemäß der Klassifikation nach van Schmus und Wood aus einer undifferenzierten, unequilibrierten Matrix mit einem hohen Anteil an Kohlenstoff (C) und deutlich sichtbaren Silikatkügelchen (Chondren) sowie zusätzlich Spuren von Wasser und organischen Substanzen (V3).
Die untersuchten Meteoritenkörner sind von dunkelgrauer Farbe und enthalten verschiedene Metalle. Die Analyse mit dem Rasterelektronenmikroskop an den polierten Oberflächen zweier Körner ergab eine porphyrische Zusammensetzung des Meteoritengesteins mit isolierten Olivinkristallen in einer porösen Matrix aus feinkörnigem Olivin sowie calciumreiche Klinopyroxene, Nephelin und verschiedene Nickel-Eisen-Metalle beziehungsweise -Sulfide. Auch Aluminium-Kupfer-Legierungen konnten beobachtet werden.

## Khatyrka als Typlokalität
Khatyrka gilt als Typlokalität für die Minerale Cupalit, Decagonit, Hollisterit, Ikosaedrit, Khatyrkit, Kryachkoit, Steinhardit und Stolperit. Mit dem Decagonit wurde zudem das zweite Mineral entdeckt, das Quasikristalle bildet.
Des Weiteren konnten in dem Meteoriten gediegen Aluminium, Eisen, Kupfer und Nickel sowie die Minerale Ahrensit, Awaruit, Chromit, Coesit, Diopsid, Enstatit und Klinoenstatit, Forsterit und andere Minerale der Olivingruppe, Hämatit, Hedenbergit, Hercynit, Korund, Magnetit, Naquit, Nephelin, Pentlandit, Sodalith, Spinell, Stishovit, Suessit, Taenit, Trevorit, Troilit und Xifengit nachgewiesen werden.